# Missões diplomáticas do Liechtenstein

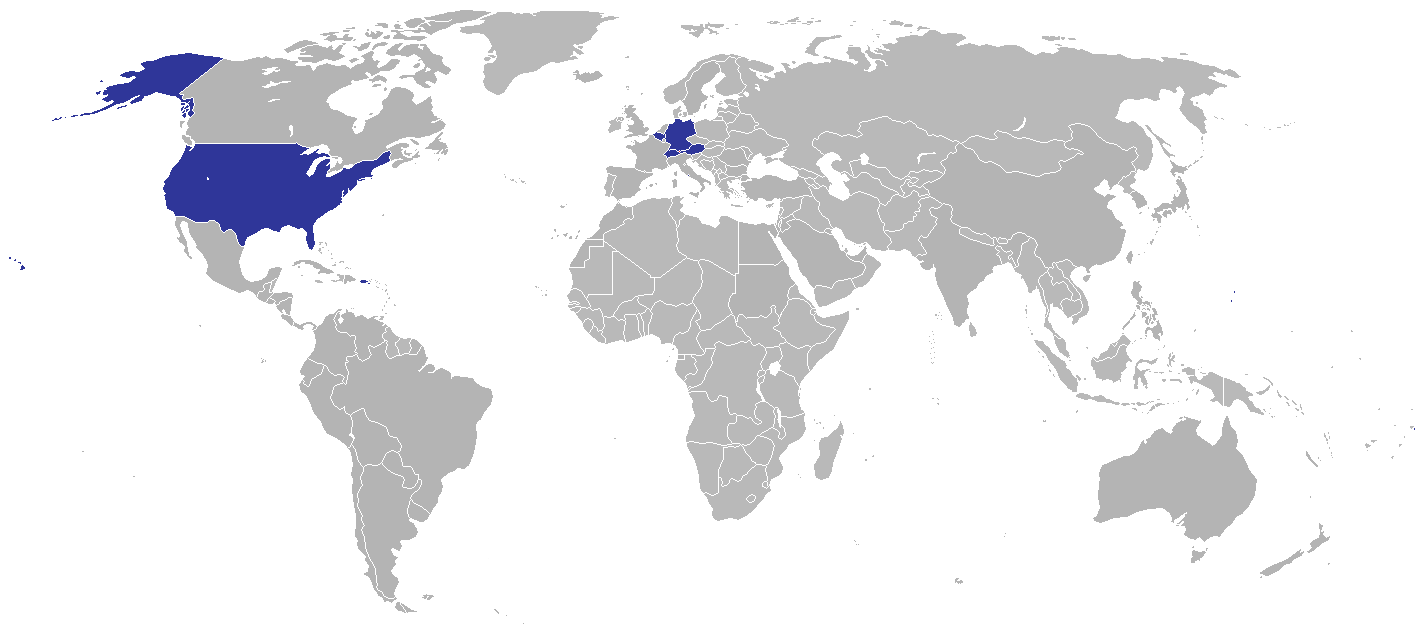
Missões diplomáticas do Liechtenstein.

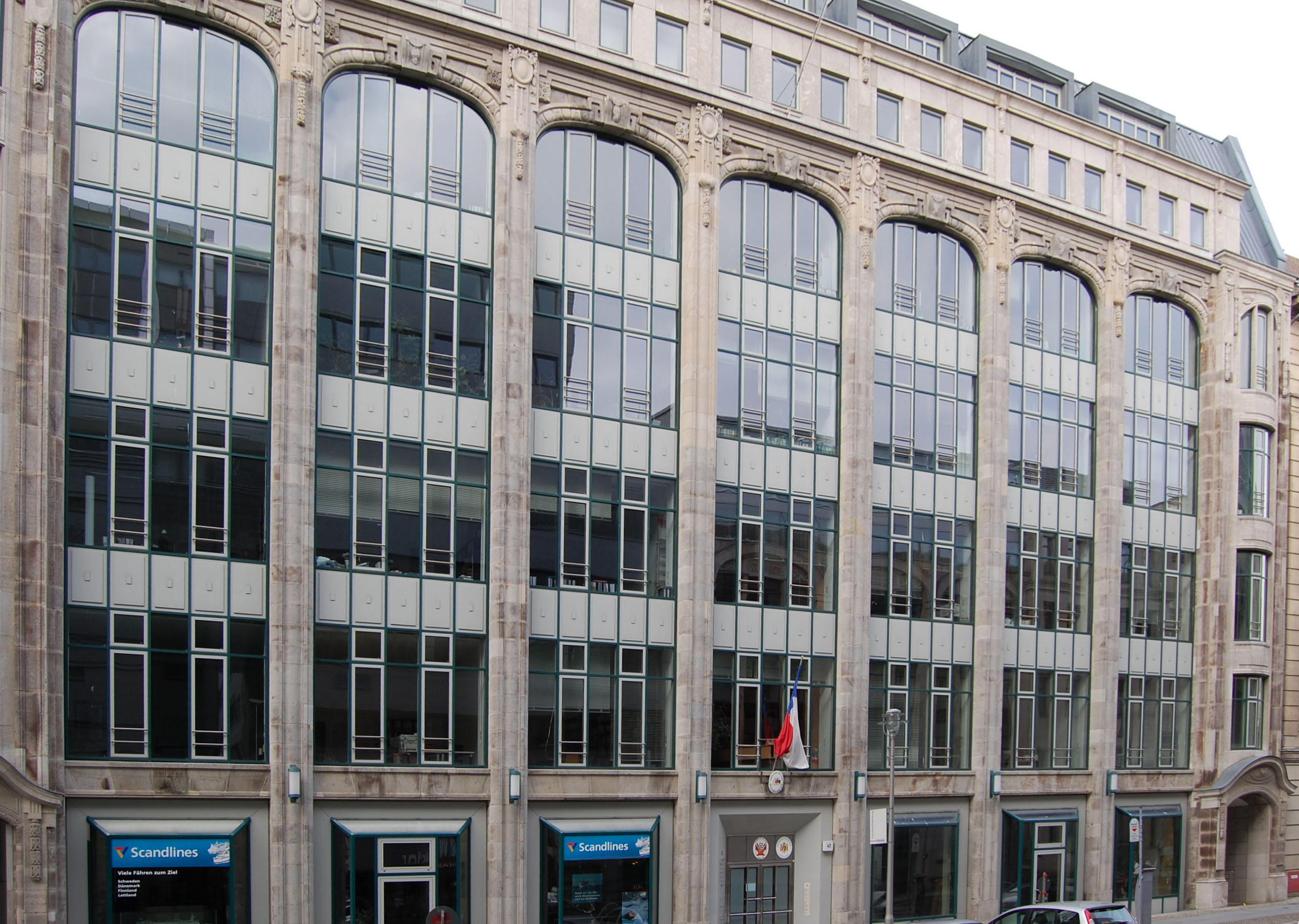
Embaixada de Liechtenstein em Berlim.

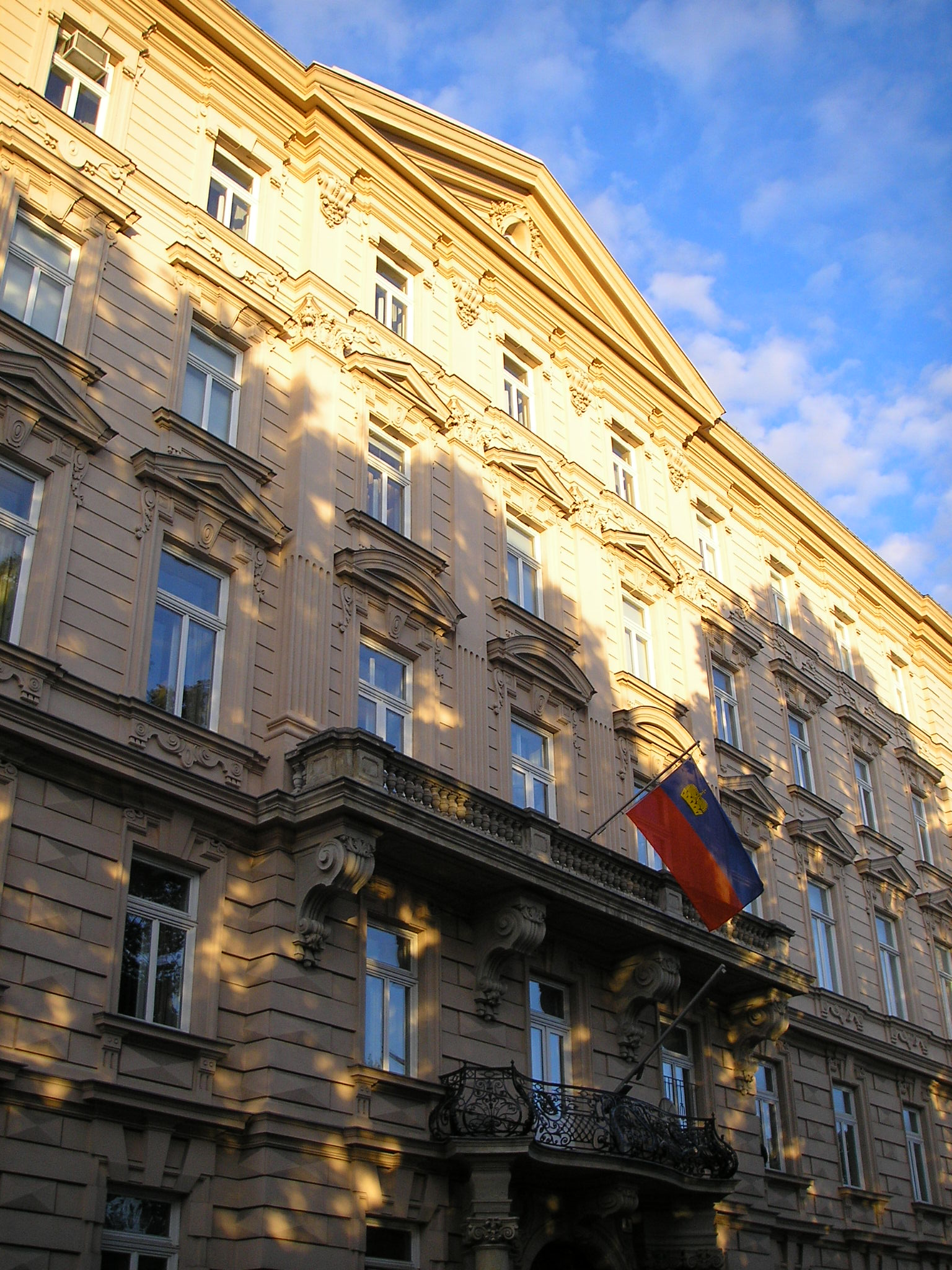
Embaixada de Liechtenstein em Viena.

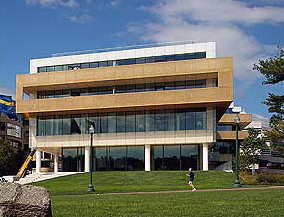
Embaixada de Liechtenstein em Washington, D.C.

Abaixo se encontram as embaixadas de Liechtenstein:

## Europa
- Alemanha
  - Berlim (Embaixada)
- Áustria
  - Viena (Embaixada)
- Bélgica
  - Bruxelas (Embaixada)
- Santa Sé
  - Cidade do Vaticano (Embaixada)
- Suíça 
  - Berna (Embaixada)

## América
- Estados Unidos
  - Washington DC (Embaixada)

## Organizações multilaterais
- Bruxelas (Missão permanente do país ante a União Europeia)
- Estrasburgo (Missão permanente do país ante o Conselho da Europa)
- Genebra (Missão permanente do país ante as Nações Unidas e outras organizações internacionais)
- Nova Iorque (Missão permanente do país ante as Nações Unidas)
- Viena (Missão permanente do país ante as Nações Unidas)